# Гнафия

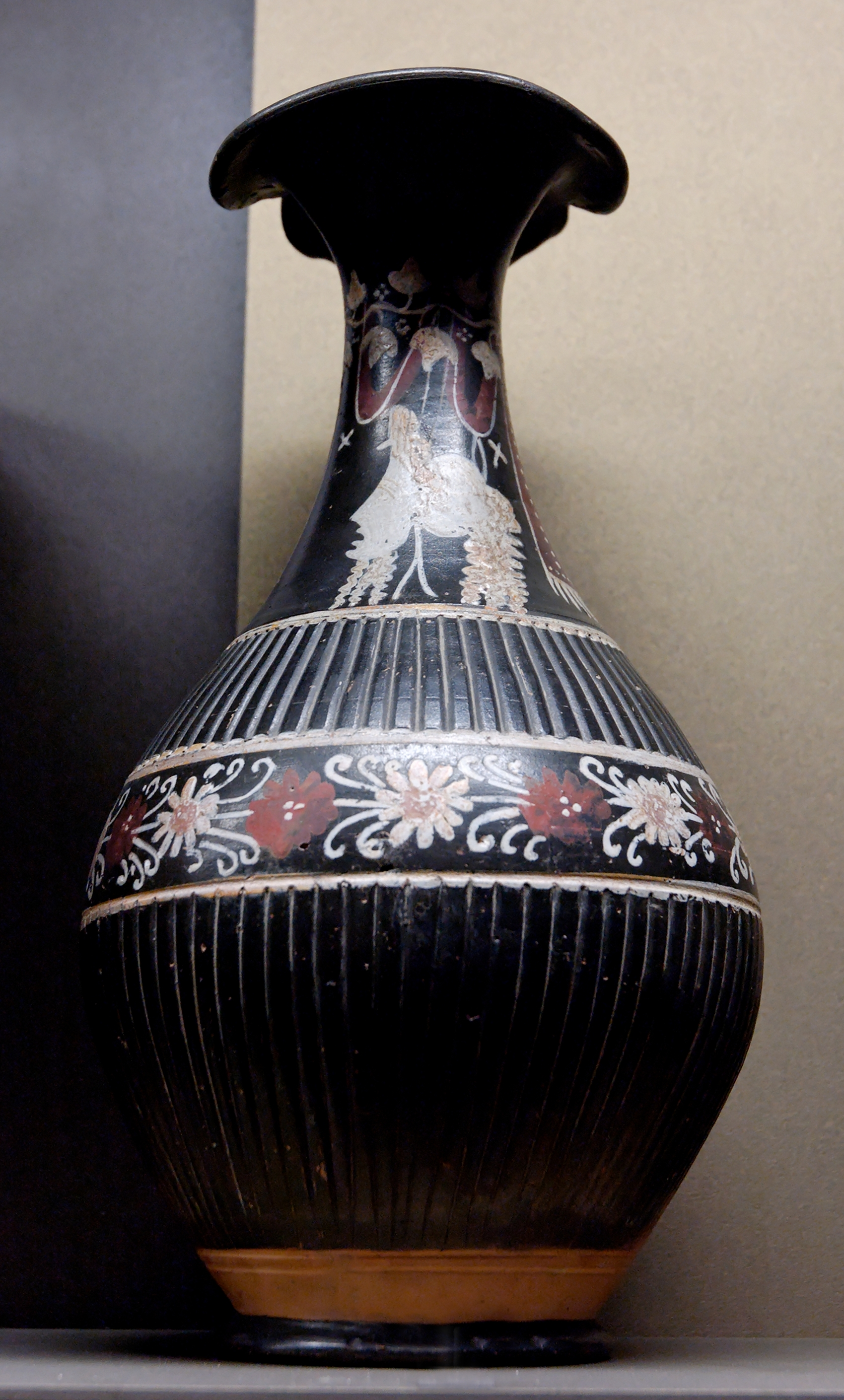
Женская театральная маска на гнафианской ойнохойе. 330—290 гг. до н. э., Лувр

Гнафия, гнафианские, гнацианские вазы (лат. Gnatia, из греч. Γναθια) — разновидность античных керамических изделий, которые изготавливали древнегреческие мастера на территории юго-восточной Италии (в то время Великая Греция) в IV—III вв. до н. э. Название от приморского города Гнафия в восточной Апулии (ныне Эгнация), где в середине XIX века были впервые обнаружены подобные изделия, хотя подобные изделия изготавливали не только в Италии, но и на «всём эллинистическом Востоке».
Производство италийской керамики этого времени отражало переход от классической краснофигурной вазописи к полихромной, характерной для периода эллинизма.
«Гнафианские вазы» отличаются сплошным чернолаковым фоном и пёстрой «накладной» (слегка рельефной) росписью, сделанной густым ангобом белого, золотисто-жёлтого или пурпурного цвета. Такая своеобразная роспись сочетается с граффити — процарапанными линиями — насечками и частичным рифлением поверхности.
Формы таких изделий — амфор и амфорисков, кратеров, пелик, ойнохой и скифосов, пиксид, киафов — довольно вычурны: контрасты тонкой шейки и широкого тулова, больших венчиков с волнистой закраиной и длинной, сплетённой из нескольких жгутов ручки или носика. В этих особенностях формы и декора очевидно влияние дорогих металлических изделий из золота и позолоченного серебра того времени.
Мотивы декора гнафианских изделий разнообразны — это Эрот, женщины и их повседневная жизнь, театральные сцены, дионисийские сюжеты, причём роспись часто располагалась исключительно в верхней части сосуда. Нижнюю часть украшали орнаментом. Наиболее известными мастерами гнафии считаются вазописцы Конакис и «Вазописец роз».

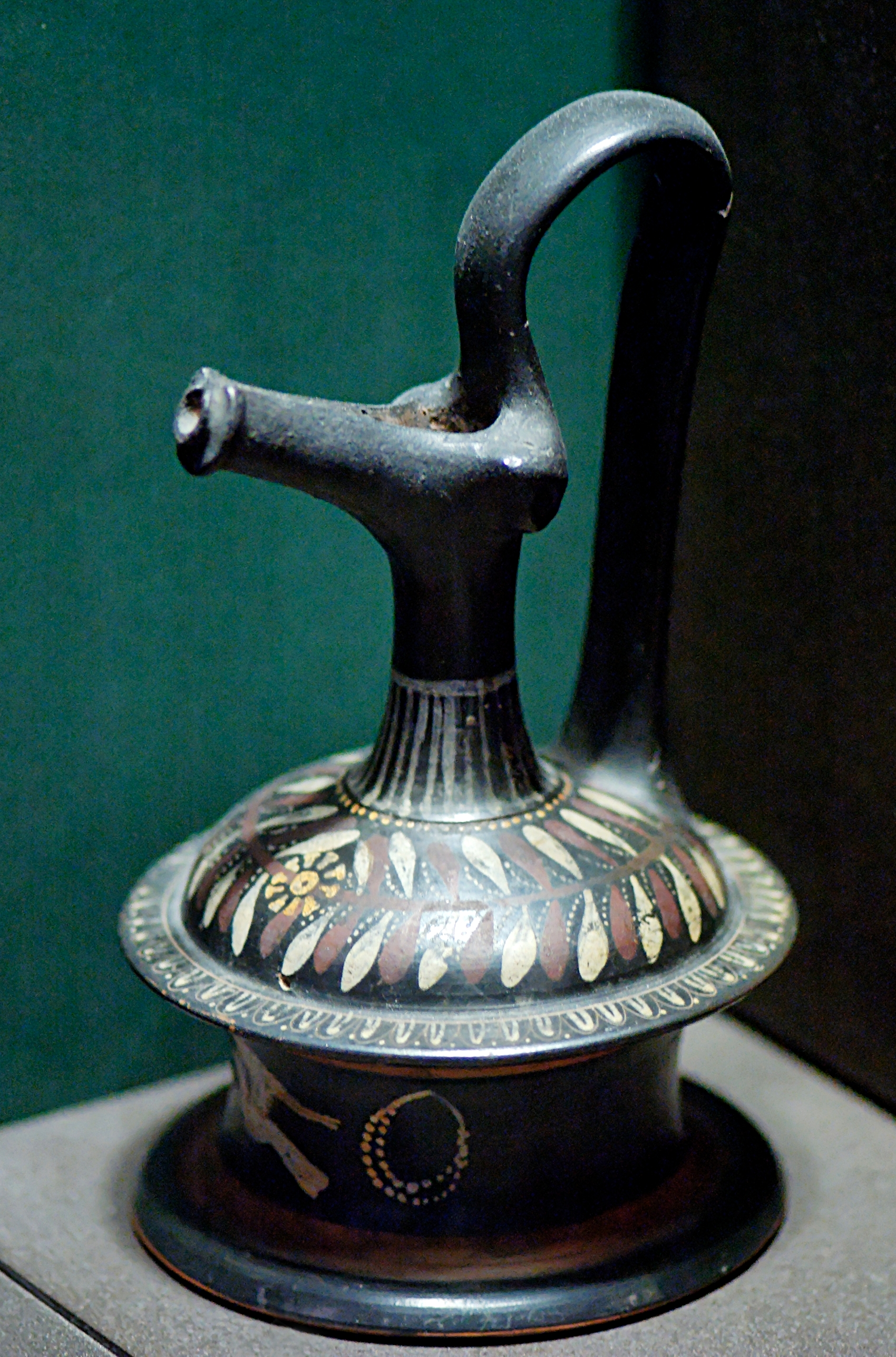
Эпихизис, ок 325—300 до н. э., Лувр

Изначально в гнафии использовалась вся палитра цветов: белый, жёлтый, оранжевый, красный, коричневый, зелёный и другие краски, однако после 330 г. до н. э. белый цвет вытеснил другие цвета. Также сузился и спектр сюжетов, мастера в большей степени стали использовать растительные мотивы: вьющийся виноград, побеги плюща или лавровые листья, среди которых изображались мужские и женские головы, театральные маски, голуби, зайцы, лебеди. Нижняя часть сосудов часто была рифлёной. Помимо ойнохой, скифосов и пелик в стиле гнафии расписывали также бутыли, лекифы, чаши и канфары.
Видными мастерами этого периода являются «Луврский мастер бутыли» и «Дунедин». В собрании Санкт-Петербургского Эрмитажа имеется чернолаковая пелика III в. до н. э. с подписью мастера: «Фрасимед». Период поздней гнафии охватывает около 25 лет. В это время в сюжеты росписи возвращаются человеческие фигуры, преимущественно изображения Эрота.
В отличие от краснофигурной керамики изделия в стиле гнафии из нижней Италии распространились во многих регионах Средиземноморья и Черноморского бассейна. В некоторых регионах гнафия оказала значительное воздействие на развитие местного гончарного искусства. Помимо Апулии керамика в стиле гнафии изготавливалась в Кампании, Пестуме и на Сицилии, мало имитировали гнафию только в Лукании. В Этрурии благодаря поселившемуся там вазописцу из нижней Италии возник подвид гнафии «Pocolum».

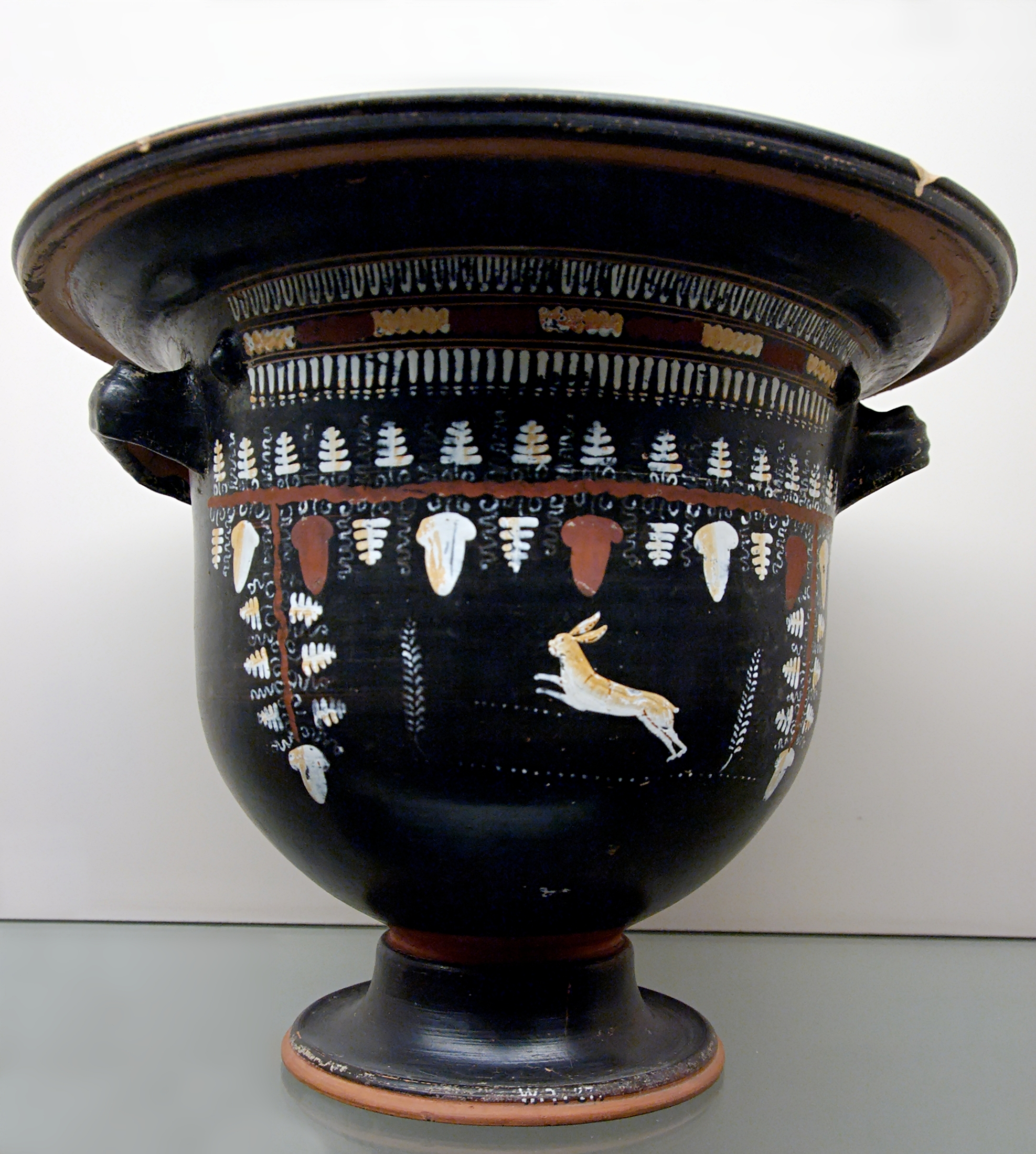
Колоколообразный кратер-гнафия с росписью узором из зайцев и виноградной лозы. Ок. 330 г. до н. э., Британский музей. Лондон